# Ronde van Spanje 1993
| Eindklassement      |                     |             |
| Algemeen klassement | Tony Rominger       | 96h 07' 03" |
| Tweede              | Alex Zülle          | + 0' 29"    |
| Derde               | Laudelino Cubino    | + 8' 54"    |
| Vierde              | Oliverio Rincón     | + 9' 25"    |
| Vijfde              | Jesús Montoya       | + 10' 27"   |
| Zesde               | Pedro Delgado       | + 11' 17"   |
| Zevende             | Erik Breukink       | + 17' 58"   |
| Achtste             | Melchor Mauri       | + 19' 53"   |
| Negende             | Johan Bruyneel      | + 20' 01"   |
| Tiende              | Fernando Escartín   | + 23' 27"   |
| Puntenklassement    | Tony Rominger       | 247 punten  |
| Tweede              | Alex Zülle          | 227 punten  |
| Derde               | Laurent Jalabert    | 170 punten  |
| Bergklassement      | Tony Rominger       | 214 punten  |
| Tweede              | Alex Zülle          | 188 punten  |
| Derde               | Antonio Miguel Díaz | 170 punten  |

De 48e editie van de Ronde van Spanje werd verreden in 1993 en begon op 26 april en duurde tot 16 mei.
De Zwitser Tony Rominger van CLAS - Cajastur werd de eindwinnaar van deze editie. Hij nam de leiderstrui in de 13e etappe van zijn landgenoot Alex Zülle om deze daarna niet meer af testaan. Rominger werd tevens winnaar van het puntenklassement en het bergklassement. Verder won hij drie etappes. Zülle won de drie tijdritten in deze Vuelta. De Spaanse ploeg Amaya Seguros werd winnaar van het ploegenklassement.
- Aantal ritten: 20 + proloog
- Totale afstand: 3605,0 km
- Gemiddelde snelheid: 37,508 km/h

## Belgische en Nederlandse prestaties

### Belgische etappezeges
- Er waren geen Belgische etappezeges in deze Ronde van Spanje. De Belg Hendrik Redant won het jongerenklassement.

### Nederlandse etappezeges
- Jean-Paul van Poppel won twee etappes, de 3e in Salamanca en 7e in Albacete.

## Etappes
| Etappe  | Datum    | Steden                                  | km                | Winnaar                       | Leider algemeen klassement |
| proloog | 26 april | A Coruña                                | 10 Ind. tijdrit   | Alex Zülle                    | Alex Zülle                 |
| 1       | 27 april | A Coruña - Vigo                         | 251,1             | Alfonso Gutiérrez             | Alex Zülle                 |
| 2       | 28 april | Vigo - Ourense                          | 171,4             | Laurent Jalabert              | Alex Zülle                 |
| 3       | 29 april | La Gudiña - Salamanca                   | 233,4             | Jean-Paul van Poppel          | Alex Zülle                 |
| 4       | 30 april | Salamanca - Ávila                       | 219,8             | Marino Alonso                 | Alex Zülle                 |
| 5       | 1 mei    | Segovia - Puerto de Navacerrada         | 24,1 Ind. tijdrit | Alex Zülle                    | Alex Zülle                 |
| 6       | 2 mei    | Segovia - Madrid                        | 184               | Laurent Jalabert              | Alex Zülle                 |
| 7       | 3 mei    | Aranjuez - Albacete                     | 225,1             | Jean-Paul van Poppel          | Alex Zülle                 |
| 8       | 4 mei    | Albacete - Valencia                     | 224               | Djamolidin Abdoesjaparov      | Alex Zülle                 |
| 9       | 5 mei    | Valencia - La Senia                     | 206               | Juan Carlos González Salvador | Alex Zülle                 |
| 10      | 6 mei    | Lleida - Cerler                         | 221               | Tony Rominger                 | Alex Zülle                 |
| 11      | 7 mei    | Benasque - Zaragoza                     | 220,7             | Djamolidin Abdoesjaparov      | Alex Zülle                 |
| 12      | 8 mei    | Zaragoza – Zaragoza                     | 37,1 Ind. tijdrit | Melchor Mauri                 | Alex Zülle                 |
| 13      | 9 mei    | Tudela – Valdezcaray                    | 197,2             | Tony Rominger                 | Tony Rominger              |
| 14      | 10 mei   | Santo Domingo de la Calzada - Santander | 226,2             | Dag Otto Lauritzen            | Tony Rominger              |
| 15      | 11 mei   | Santander - Alto Campoo                 | 160               | Jesús Montoya                 | Tony Rominger              |
| 16      | 12 mei   | Santander - Meren van Covadonga         | 179,5             | Oliverio Rincón               | Tony Rominger              |
| 17      | 13 mei   | Cangas de Onís - Gijón                  | 170               | Serhij Oetsjakov              | Tony Rominger              |
| 18      | 14 mei   | Gijón - Alto del Naranco                | 153               | Tony Rominger                 | Tony Rominger              |
| 19      | 15 mei   | Salas - Ferrol                          | 247               | Djamolidin Abdoesjaparov      | Tony Rominger              |
| 20      | 16 mei   | Padrón - Santiago de Compostella        | 44,6 Ind. tijdrit | Alex Zülle                    | Tony Rominger              |

 winnaars · rode trui · 
 puntenklassement · 
 bergklassement · 
 combinatieklassement · 
 jongerenklassement · 
 ploegenklassement · 
 strijdlust

 Belgische leiderstruidragers · etappewinnaars

 Nederlandse leiderstruidragers · etappewinnaars
1935 · 1936 · 1937 · 1938 · 1939 · 1940 · 1941 · 1942 · 1943 · 1944 · 1945 · 1946 · 1947 · 1948 · 1949 · 1950 · 1951 · 1952 · 1953 · 1954 · 1955 · 1956 · 1957 · 1958 · 1959 · 1960 · 1961 · 1962 · 1963 · 1964 · 1965 · 1966 · 1967 · 1968 · 1969 · 1970 · 1971 · 1972 · 1973 · 1974 · 1975 · 1976 · 1977 · 1978 · 1979 · 1980 · 1981 · 1982 · 1983 · 1984 · 1985 · 1986 · 1987 · 1988 · 1989 · 1990 · 1991 · 1992 · 1993 · 1994 · 1995 · 1996 · 1997 · 1998 · 1999 · 2000 · 2001 · 2002 · 2003 · 2004 · 2005 · 2006 · 2007 · 2008 · 2009 · 2010 · 2011 · 2012 · 2013 · 2014 · 2015 · 2016 · 2017 · 2018 · 2019 · 2020 · 2021 · 2022 · 2023 · 2024 · 2025